# (6783) Gulyaev
(6783) Gulyaev (1990 SO28) – planetoida z pasa głównego asteroid okrążająca Słońce w ciągu 4,6 lat w średniej odległości 2,76 j.a. Odkryta 24 września 1990 roku.